# Werner Doenecke
August Wilhelm Werner Doenecke (* 18. Juni 1902 in Schwiebus; † 1970) war ein deutscher Jurist und Lokalpolitiker. In der Zeit des Nationalsozialismus war er ab 1933 Bürgermeister der braunschweigischen Kreisstadt Blankenburg (Harz).

## Leben
Er war der Sohn des Schlachthofdirektors Friedrich Doenecke aus Schwiebus und dessen Ehefrau Emmy geborene Müller. Nach dem Besuch des Gymnasiums in Bochum und zweijähriger Lehrzeit an Kreditanstalten in Essen und Düsseldorf studierte er Rechtswissenschaften und Volkswirtschaft an den Universitäten Köln, Tübingen und Göttingen. Er war Mitglied des Corps Rhenania Tübingen. An letztgenannter Universität promovierte er 1926 zum Dr. phil. Das Thema seiner Dissertation lautete Der Siedlungsverband Ruhrkohlenbezirk.
Nach seinem Referendariat wurde er 1929 Assistent bei der Stadtverwaltung Düsseldorf. Als juristischer Hilfsarbeiter bewarb er sich mit Unterstützung von Robert Lehr 1931 um eine Stelle beim Magistrat der Stadt Potsdam, hatte aber keinen Erfolg.
Zum 1. August 1932 trat er der NSDAP bei (Mitgliedsnummer 1.269.766). 1933 erfolgte seine Ernennung zum Bürgermeister der Stadt Blankenburg (Harz). Bereits 1934 wurde er zwangspensioniert.

## Schriften (Auswahl)
- Der Siedlungsverband Ruhrkohlenbezirk. Göttingen 1926.
- Der Siedlungsverband Ruhrkohlenbezirk. G. D. Baedeker, Essen 1926.